# Jakob Emanuel Lange
Jakob Emanuel Lange (2 de abril de 1864 - 27 de diciembre de 1941) fue un micólogo danés que estudió la sistemática de setas.
Su obra más divulgada es Flora Agaricina Danica, de cinco volúmenes sobre las Agaricales de Dinamarca .
Era el padre de Morten Lange (1919-2003), micólogo, profesor de la Universidad de Copenhague y miembro del Folketing (Parlamento de Dinamarca).

## Algunas publicaciones
1. ------. 1914. Studies in the agarics of Denmark, I. General introduction and the genus Mycena. Dansk Botanisk Arkiv 1 (5): 1-40, 2 tabs.
2. ------. 1915. Studies in the agarics of Denmark, part 2. Amanita, Lepiota, Coprinus. Dansk Botanisk Arkiv 2 (3): 53 pp., 2 tabs.
3. ------. (1917). Studies in the agarics of Denmark, part 3. Pluteus, Collybia, Inocybe. Dansk Botanisk Arkiv 2 (7): [9]-[44], 3 tabs.
4. ------. 1926. Studies in the agarics of Denmark, Part 6. Psalliota, Russula. Dansk Botanisk Arkiv 4 (12): 1-52, 1 tab.
5. ------. 1936. Flora Agaricina Danica 2: 1-105
6. ------. 1941. Bemaerkelsesvaerdige Paddehat-fund i de senere Aar. Friesia 2: 156-160
7. ------. 1954. Mycofloristiske indtryk fra rold skov 1897 (sept. 10-15). Friesia 5 (1): 43-54
8. ------. 1955. Mycofloristiske indtryk fra Rold Skov 1897 (sept. 10-15). Friesia 5 (1): 43-54
9. ------; M Lange, M. Moser. 1964. 600 Pilze in Farben. 242 pp., 8 text fig., 600 col fig. Alemania, Múnich; Suiza, Basilea; Austria, Viena; B.L.V. Verlagsges.

## Honores

### Eponimia
Especies de fungi
- Cortinarius jacobi-langei Bidaud, 2008

- Cortinarius langei Rob.Henry, 1985

- Entoloma langei Noordel. & T.Borgen, 1984

- Inocybe langei R.Heim, 1931

- Psalliota langei F.H.Møller, 1950 sin. Agaricus langei (F.H.Møller) F.H.Møller, 1952

- Russula langei Bon, 1970
- La abreviatura «J.E.Lange» se emplea para indicar a Jakob Emanuel Lange como autoridad en la descripción y clasificación científica de los vegetales.[1]